# Švihov u Rakovníka
Švihov (deutsch Schmihof) ist eine Gemeinde in Tschechien. Sie liegt sieben Kilometer östlich von Jesenice und gehört zum Okres Rakovník.

## Geographie

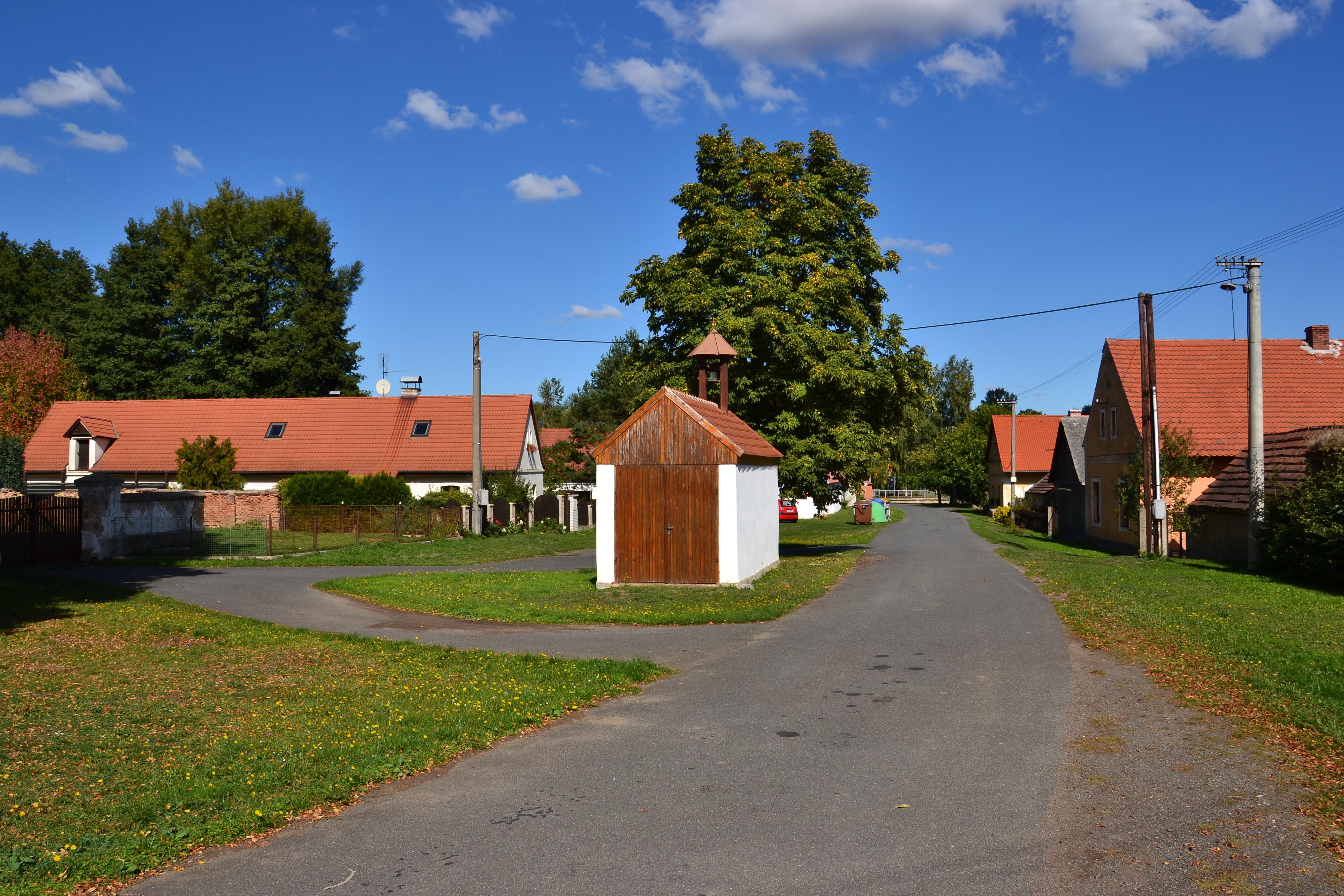
Ortszentrum von Švihov

Švihov befindet sich beiderseits des Baches Rakovnický potok (Jechnitzer Bach) im Rakonitzer Hügelland. Gegen Westen erstreckt sich der Naturpark Jesenicko. Nordöstlich erhebt sich der Ptačí vrch (431 m), im Süden der Hokovský vrch (565 m) und die Báňská hora (576 m), südwestlich der Plavečský vrch (603 m) sowie im Nordwesten der Lovíč (520 m). Durch Švihov führt die Staatsstraße II/228 zwischen Rakovník und Jesenice. Am südlichen Ortsrand verläuft die Bahnstrecke Rakovník–Bečov nad Teplou.
Nachbarorte sind Hořovičky, Šmikousy, Hokov und Zderaz im Norden, Keblany, Kolešovice und Přílepy im Nordosten, Přílepský Mlýn, Mateska und Pšovlky im Osten, Šanov und Nový Dvůr im Südosten, Řeřichy und Klečetné im Süden, Svatý Hubert, Soseň und Kosobody im Südwesten, Oráčov im Westen sowie Bedlno, Bukov und Čížkov im Nordwesten.

## Geschichte
Die erste schriftliche Erwähnung des Dorfes erfolgte im Jahre 1405, als der Besitzer des Gutes Petersburg, Jenec von Janovice, dem Dominikanerkloster des hl. Clemens in Prag jährlich elf Schock Prager Groschen überschrieb. Zwei Jahre später überließ er von seinen Einkünften aus zwei Bauerngütern in Švihov jährlich zwei Prager Schock zur Bezahlung des Kaplans an die Pfarrei Jesenice. Die dem Prager Kloster des hl. Clemens überlassenen Einkünfte aus Švihov übertrug Jenec von Janovice im Jahre 1418 jedoch auf das Dorf Lubenec und verkaufte Švihov zusammen mit Pšovlky um 1420 an die Herren von Guttenstein. Später gehörten beide Güter lange Zeit den Herren Hochhauser von Hochhausen. Einen Anteil an Švihov hielt ab 1537 auch Georg von Wobern (Jiří Bobrovec z Bobrovic). Er verpachtete diesen an Georg Muchek von Buková, der seine Pflichten nicht erfüllte. 1540 wurde der Hof deshalb an Johann Charvatha von Barstein (Janu Charvátovi z Baršteina) und danach an die Herren von Štampach verpachtet. Letztere schlossen den Hof an ihr Gut Děkov an. Marie Stampach, verheiratete von Chlum, verkaufte 1602 das Gut Švihov an die Besitzer des Gutes Pšovlky. Nach der im Jahre 1612 mit Heinrich Wilhelm Kolowrat-Bezdružický auf Bistrau geschlossenen Ehe verkaufte Johanna von Hochhausen ihre Güter Švihov und Pšovlky an den Landvogt der Niederlausitz, Jaroslaw Kolowrat-Liebsteinsky auf Petersburg und Sossen. Dessen Güter wurden nach der Schlacht am Weißen Berg konfisziert und 1623 an Hermann Czernin von Chudenitz verkauft. Dieser errichtete 1639 das Große Czerninsche Familienfideikommiss, das aus den böhmischen Herrschaften und Gütern Petersburg, Gießhübel, Neudek, Schönhof, Sedschitz, Miltschowes, Winař, Welchow, Kost und Kosmanos sowie der schlesischen Herrschaft Schmiedeberg bestand. Im Jahre 1644 wurde er zum Reichsgrafen erhoben. Nachfolgend hielten die Reichsgrafen Czernin von und zu Chudenitz den Besitz ohne Unterbrechungen. Zu den Grundherren von Švihov gehörten u. a. Johann Rudolf Czernin von und zu Chudenitz und ab 1845 dessen Sohn Eugen Karl Czernin von und zu Chudenitz.
Im Jahre 1846 bestand Schmiehof bzw. Schmihof / Smichow aus 22 Häusern mit 174 größtenteils deutschsprachigen Einwohnern. Im Ort gab es ein Wirtshaus. Pfarrort war Woratschen. Bis zur Mitte des 19. Jahrhunderts blieb Schmiehof zur Fideikommiss-Herrschaft Petersburg untertänig.
Nach der Aufhebung der Patrimonialherrschaften bildete Schmihof / Švihov ab 1850 eine Gemeinde im Bezirk Saaz und Gerichtsbezirk Jechnitz. 1868 wurde Schmihof dem Bezirk Podersam zugeordnet. Infolge eines Wolkenbruches schwoll der Jechnitzer Bach im Mai 1872 zu einem reißenden Strom an und hinterließ schwere Schäden. 1897 nahm die Lokalbahn Rakonitz–Petschau–Buchau den Betrieb auf der Rakonitz-Luditz auf.
Im Jahre 1930 lebten in Schmihof 190 Personen, 1932 waren es 212. Nach dem Münchner Abkommen wurde die Gemeinde 1938 dem Deutschen Reich zugeschlagen und gehörte bis 1945 zum Landkreis Podersam. 1939 hatte die Gemeinde 155 Einwohner. Nach dem Ende des Zweiten Weltkrieges kam Švihov zur Tschechoslowakei zurück und die deutschsprachigen Einwohner wurden vertrieben. Der Okres Podbořany wurde 1960 aufgehoben, seitdem gehört Švihov zum Okres Rakovník. Auf den Feldern nordwestlich von Švihov wurde 1963 ein provisorisches Gefangenenlager errichtet; anstelle der Baracken entstand dort Ende der 1960er Jahre das Gefängnis Oráčov. Am 1. Juli 1980 erfolgte die Eingemeindung nach Oráčov. Seit dem 24. November 1990 bildet Švihov wieder eine eigene Gemeinde.

## Gemeindegliederung
Für die Gemeinde Švihov sind keine Ortsteile ausgewiesen.

## Sehenswürdigkeiten
- Kapelle auf dem Dorfplatz
- Burgstall Starý zámek, südwestlich des Dorfes auf einem Felssporn über der Leština; die wahrscheinlich im 13. Jahrhundert errichtete Anlage bestand aus einer Vorburg und der eigentlichen Burg, die durch einen Graben getrennt waren. Sie erlosch während der Hussitenkriege. Ihre Reste wurden 1958 als Kulturdenkmal geschützt.
- Jüdischer Friedhof, auf den Feldern nördlich von Švihov